# Erik Shoji
Erik Thomas Shoji (Honolulu, 24 agosto 1989) è un pallavolista statunitense, libero dello ZAKSA.

## Biografia
Proviene da una famiglia di sportivi: è infatti figlio di Dave Shoji, ex pallavolista ed allenatore della squadra di pallavolo femminile della Hawaii, e Mary Shoji, ex giocatrice di pallacanestro sempre per la University of Hawaii at Manoa; è il più giovane di tre figli, di cui la primogenita, Cobey, è direttrice delle operazioni per la squadra di pallavolo femminile della Stanford, mentre il secondogenito, Kawika, è come lui un pallavolista professionista ed i due hanno giocato insieme sia alla Stanford che nella nazionale statunitense.

## Carriera

### Club
La carriera di Erik Shoji inizia a livello giovanile prima con l'Outrigger e poi nella Punahou School. Dal 2009 al 2012 gioca nella Stanford nella NCAA Division I, vincendo il titolo 2010; il 14 aprile 2012, al termine di un incontro del suo senior year contro la UC Los Angeles, una sua difesa in tuffo su un attacco senza muro gli vale i complimenti del suo allenatore, John Costy, che lo definisce "il miglior libero nella storia della pallavolo universitaria".
Nella stagione 2012-13 inizia la carriera professionistica nella 1. Bundesliga tedesca con la maglia del Mitteldeutschland. Nella stagione successiva viene ingaggiato nella 1. Bundesliga austriaca dal Tirol, vincendo sia lo scudetto che la Coppa d'Austria.
Nel campionato 2014-15 viene ingaggiato nella 1. Bundesliga tedesca dallo Charlottenburg, club nel quale gioca anche il fratello, con cui nell'annata 2015-16 si aggiudica la vittoria della Coppa di Germania e del campionato.
Nella stagione 2016-17 approda in Russia insieme al fratello nella Lokomotiv Novosibirsk, in Superliga. Nella stagione seguente approda in Italia, dove difende i colori della Top Volley Latina, in Superlega.
Nel campionato 2018-19 fa ritorno nella massima divisione russa, vestendo questa volta la maglia del Fakel: dopo un triennio in Siberia, per la stagione 2021-22 approda allo ZAKSA, nella Polska Liga Siatkówki, con cui conquista uno scudetto, due Coppe di Polonia e due Champions League.

### Nazionale
Fa parte delle selezioni giovanili statunitensi: con quella under 19 vince la medaglia d'argento al campionato nordamericano under 19 2006 e partecipa al campionato mondiale under 19 2007, dove viene premiato come miglior libero e miglior difesa del torneo, nonostante la sua nazionale si fosse classificata al quindicesimo posto; con la nazionale under 21, invece, vince la medaglia di bronzo al Campionato nordamericano under 21 2008, venendo anche premiato come miglior ricevitore, miglior difesa e miglior libero della competizione.
Nel 2013 viene convocato per la prima volta nella nazionale statunitense maggiore, debuttando in occasione della World League, per poi vincere la medaglia d'oro al campionato nordamericano. Un anno dopo si aggiudica la medaglia d'oro alla World League 2014.
In seguito vince la medaglia d'argento alla NORCECA Champions Cup 2015, quella di bronzo alla World League 2015, quella d'oro alla Coppa del Mondo 2015 e quella di bronzo ai Giochi della XXXI Olimpiade. A questi successi seguono l'oro al campionato nordamericano 2017, il bronzo alla Volleyball Nations League 2018 e al campionato mondiale 2018 e l'argento alla Volleyball Nations League 2019: nello stesso anno vince la medaglia di bronzo alla Coppa del Mondo. Nel 2022 conquista la medaglia d'argento alla Volleyball Nations League, metallo bissato anche nell'edizione successiva, e poi si aggiudica l'oro al campionato nordamericano 2023, dove viene premiato come miglior ricevitore, e alla Coppa del Mondo 2023.
Nel 2024 mette al collo il bronzo ai Giochi della XXXIII Olimpiade.

## Palmarès

### Club
- NCAA Division I: 1

2010
- Campionato austriaco: 1

2013-14
- Campionato tedesco: 1

2015-16
- Campionato polacco: 1

2021-22
- Coppa d'Austria: 1

2013-14
- Coppa di Germania: 1

2015-16
- Coppa di Polonia: 2

2021-22, 2022-23
- CEV Champions League: 1

2021-22, 2022-23
- Coppa CEV: 1

2015-16

### Nazionale (competizioni minori)
- Campionato nordamericano under 19 2006
- Campionato nordamericano under 21 2008
- NORCECA Champions Cup 2015

### Premi individuali
- 2007 - Campionato mondiale under 19: Miglior difesa
- 2007 - Campionato mondiale under 19: Miglior libero
- 2008 - Campionato nordamericano under 21: Miglior ricevitore
- 2008 - Campionato nordamericano under 21: Miglior difesa
- 2008 - Campionato nordamericano under 21: Miglior libero
- 2009 - National Newcomer of the Year
- 2009 - All-America First Team
- 2010 - All-America First Team
- 2010 - NCAA Division I: Palo Alto National All-Tournament Team
- 2011 - All-America First Team
- 2012 - All-America First Team
- 2015 - Coppa del Mondo: Miglior libero
- 2018 - Superlega: Miglior ricezione
- 2019 - Volleyball Nations League: Miglior libero
- 2021 - Memorial Arkadiusz Gołaś: Miglior libero
- 2023 - Campionato nordamericano: Miglior ricevitore